# کارت امتیازی متوازن
کارت امتیازی متوازن (به انگلیسی: BSC) یک ابزار مدیریتی برای اجرای استراتژی است؛ گزارش ساختاربندی شده و نیمه استانداردی که به مدیران اجازه می‌دهد بتوانند به راحتی بر روند اجرای فعالیت‌ها توسط کارمندان نظارت داشته باشند و نتایج این فعالیت‌ها را بررسی و کنترل کنند. ویژگی اصلی کارت امتیازی متوازن در اختیار گذاردن بستری مناسب برای شناخت قوانین و روابط علت و معلولی حاکم بر دنیای کسب و کار و همچنین استخراج برنامه‌های عملیاتی برای اجرایی کردن استراتژی سازمان است.

## جایگاه کارت امتیازی متوازن در برنامه‌ریزی استراتژیک
تا دو دهه قبل برنامه‌ریزی استراتژیک به موارد زیر محدود می‌شد:
- بررسی فرصت‌ها و تهدیدهای محیطی
- بررسی قابلیت‌های و ضعف‌های درونی
- بیانیه چشم‌انداز خروجی برنامه‌ریزی استراتژیک نیز با بررسی موارد بالا به انتخاب چند موضوع یا جهت‌گیری استراتژیک عمومی محدود می‌شد. این موضوع‌ها و جهت‌گیری‌های آن قدر کلی بودند ـ برای مثال، نفوذ به بازارهای جدید یا کاهش قیمت تمام‌شده ـ که می‌توانستند برای هر سازمانی به کار روند. در برخی موارد نیز برنامه‌ای عملیاتی توصیه می‌شد که در اغلب مواقع به سایر خروجی‌های پروژها ارتباط نداشت. حل این مشکلات در گرو ارائه راه‌حلی بود که نتایج حاصل از انتخاب استراتژی را به عملیات‌های روزمره پیوند بزند. به عبارت دیگر، آمال و آرزوهایی که در برنامه‌ریزی استراتژیک تدوین شده بودند، باید به عبارت‌های عملیاتی و قابل اندازه‌گیری ترجمه می‌شد. کارت امتیازی متوازن با چنین هدفی توسعه یافته‌است.

نقشی که کارت امتیازی متوازن در برنامه‌ریزی استراتژیک بازی می‌کند ایجاد ارتباط میان استراتژی سازمان و اقدام‌های اجرایی در زنجیره‌ای از روابط علت و معلولی است. به این ترتیب، نتایج برنامه‌ریزی استراتژیک معلق نمانده و به شکلی روشن و شفاف به اقدام پیوند می‌خورند.
کارت امتیازی متوازن ابزاری برای شناسایی موضوع‌های استراتژیک یا توسعه استراتژی‌های سازمان نیست، بلکه موضوع‌های استراتژیک را صورت‌بندی می‌کند و سنجه‌های اندازه‌گیری تحقق اهداف و اقدام‌های عملی را روشن می‌سازد و به این ترتیب استراتژی سازمان را به اقدام و عبارت‌های عملیاتی ترجمه می‌کند.

## کارت امتیازی متوازن
کارت امتیازی متوازن نظامی برای مدیریت عملکرد است؛ که ایده اولیه آن سال ۱۹۹۲، در خلال تحقیقات رابرت کاپلان و دیوید نورتون، در زمینه روش‌های نوین سنجش عملکرد سازمان‌ها شکل گرفت. این ایده در طول زمان توسعه و تکامل فراوان یافت تا جایی که از یک ابزار سنجش و اندازه‌گیری عملکرد، اکنون به یک نظام مدیریت استراتژیک تبدیل شده‌است. کارت امتیازی متوازن استراتژی سازمان را از چهار جنبه کلیدی «مالی»، «مشتریان»، «فرایندهای داخلی» و «رشد و یادگیری» بایک منطق فازی و برگرفته از قضاوت شهودی که توسط پرسشنامه‌های استاندارد از مدیران وکلیه کارکنان سازمان می‌خواهد باپاسخ به سوالات پرسشنامه به بررسی و صورت‌بندی مسایل استراتژیک سازمان بپردازند. روش کار به این صورت است که ابتدا در وجه مسایل استراتژیک، موضوع‌های استراتژیک تعیین می‌شود. سپس برای شناخت دقیق‌تر نحوه امکان دستیابی به اهداف مورد نظر در موضوع‌های استراتژیک، به سراغ وجه فرایند و عملیات رفته، مشخص می‌کنیم که برای برآورده ساختن انتظارهای ذی‌نفعان و تحقق موضوع‌های استراتژیک، فرایندهای داخلی سازمان باید چه شرایط و ویژگی‌هایی داشته باشند و در این حوزه باید به چه اهدافی دست یابیم. در نهایت در وجه رشد و یادگیری به شناسایی سرمایه‌گذاری‌های لازم بر روی منابع انسانی، سیستم‌های اطلاعاتی و فرهنگ سازمانی می‌پردازیم تا امکان و بستر دستیابی به اهداف تعیین‌شده در وجه فرایندهای داخلی فراهم شود.
کارت امتیازی متوازن  دریک محیط فازی یک طیفی ازنقطه نظرات را درقالب یک زبان مشترک پدید می‌آوردکه مدیران می‌توانند از آن برای بحث در مورد جهت‌گیری و اولویت‌های سازمان خود استفاده کنند. اهداف و شاخص‌های عملکردی در چهار وجه مستقل نیستند و ارتباطات علت و معلولی بین آن‌ها وجود دارد. نقشه استراتژی ابزاری است که با ایجاد تصویری از این ارتباطات، گفتگو و تعامل مدیران دربارهٔ استراتژی سازمان را آسان‌تر می‌کند (کاپلان و نورتون، نقشه استراتژی ۱۳۸۴).

توسعه کارت امتیازی متوازن در سازمان تلاش و اهتمام زیادی می‌طلبد، اما در مقابل نتیجه آن شناسایی عوامل کلیدی است که در چهار وجه اساسی و در قالب روابط علت و معلولی مشخص، استراتژی سازمان را اجرایی و دست‌یافتنی خواهند کرد. در نهایت، تمامی عوامل و روابط علت و معلولی شناسایی‌شده در طرحی یک صفحه‌ای، گرد هم می‌آیند.
نقشه استراتژی از مدل چهار وجهی کارت امتیازی متوازن پدید آمده‌است که همچون نقشه راه مسیر پیشبرد استراتژی را نیز نشان می‌دهد. نقشه استراتژی روشی یکسان و ثابت برای توصیف استراتژی ایجاد می‌کند تا اهداف و معیارها قابل سنجش و مدیریت باشند (کاپلان و نورتون، نقشه استراتژی ۱۳۸۴).

## ویژگی‌های کارت امتیازی متوازن

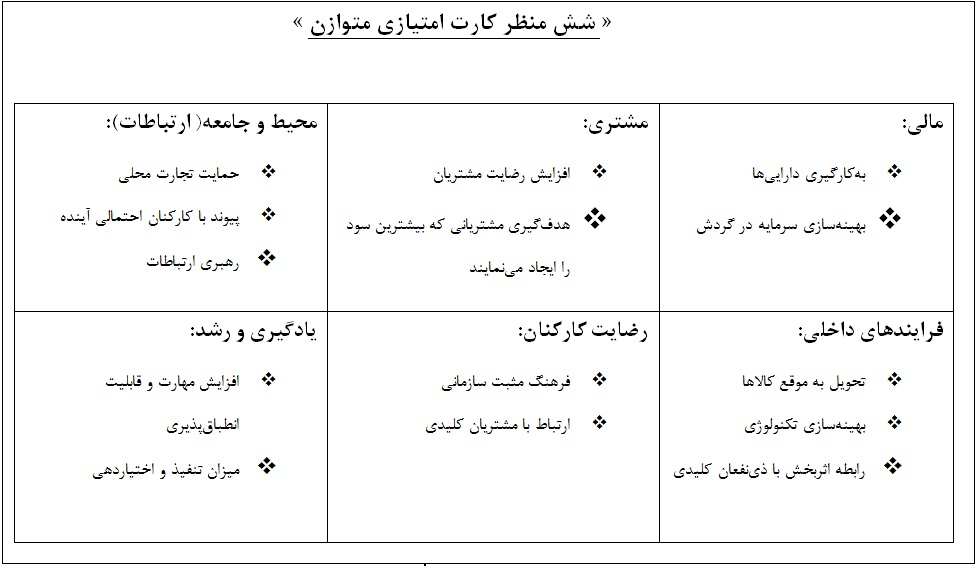
کارت امتیازی متوازن شش منظر یا شش وجهی

به جای تمرکز تنها بر قسمتی از عملکرد یک دید کلی از عملکرد مجموعه برای مدیران ایجاد می‌کند. در واقع علاوه بر سنجه‌های مالی به تجارب مشتریان، رشد کارکنان و بهبود و بهره‌وری فرایند توجه دارد. کارت امتیازی متوازن از بروز مشکلات در یک قسمت به واسطه نادیده گرفتن سایر قسمت‌ها جلوگیری می‌کند.
کارت امتیازی متوازن انتظارات مشتریان را مشخص تر می‌کند. درک و پاسخگویی به نیاز مشتریان عامل حیاتی در سیستم‌های مدیریت کیفیت است و لازمه بهبود فرایندها و محصولات است. به علاوه مدیرانی که از کارت امتیازی متوازن استفاده می‌کنند، در خصوص تجارب کارکنان خود بینش لازم را کسب می‌کنند. سنجه‌های رشد و یادگیری اطلاعات لازم در مورد رضایت کارکنان و عدم جابجایی آن‌ها از سازمان که هر دو این عوامل منجر به بهره‌وری و سود بیشتر است، به مدیران می‌دهند.
این امر در شش گام انجام می‌گیرد. در ادامه این شش قدم معرفی و بررسی می‌شوند.
قدم اول: در گام اول باید بنیادها و اعتقادات هسته‌ای سازمان مورد ارزیابی قرار گیرد.
مانند:
1. فرصت‌های بازار
2. رقبا
3. موقعیت مالی
4. اهداف بلند و کوتاه مدت
5. شناسایی آنچه رضایت مشتری را جلب می‌کند

در این راه باید از مأموریت سازمان بهره گرفت. («فلسفه وجودی سازمان (چرائی) را مأموریت سازمان می‌نامند».)
هر سازمان در پاسخ به یک سری نیاز ایجاد می‌شود و هدف آن رفع آن نیاز می‌باشد بنابراین قبل از هر اقدام باید مشخص شود که چه نیازهائی منجر به تشکیل سازمان گردیده‌است.
اجزاء مأموریت سازمان عبارتند از: ۱- مشتریان ۲- محصول ۳- فناوری ۴- بازارها ۵- توجه به مردم  ۶- توجه به کارکنان  ۷- حوزه جغرافیایی سازمان
قدم دوم: در این گام باید استراتژی کلان کسب و کار تدوین گردد.
انواع متداول استراتژی عبارتند از:
1. استراتژی‌ها ی یکپارچگی (رو به جلو – رو به عقب – افقی)
2. استراتژی‌های تمرکز
3. استراتژی‌های رشد
4. استراتژی‌های ثبات
5. استرتژی‌های کاهش

قدم سوم: پس از تدوین استراتژی، لازم است این استراتژی به مؤلفه‌های کوچکتری تقسیم شوند.
این مؤلفه اهداف نام دارند. اهداف قسمت‌های اساسی استراتژی هستند.

قدم چهارم: اما کار با تجزیه استراتژی به اهداف به پایان نخواهد رسید. در قدم چهارم نقشه استراتژیکی از استراتژی کلان سازمان ترسیم می‌شود. نقشه استراتژیک با استفاده از اطلاعات گام قبل و چارچوب کارت امتیازی متوازن ترسیم می‌گردد. هریک از اهداف باید دریکی از بخش‌های چهارگانه مدل قرارگیرند.
قدم پنجم: پس از قراردادن اهداف در چارچوب شاخص‌ها و مقادیر هدف آن‌ها تعیین می‌شوند
قدم ششم: در آخرین قدم طرح‌ها و برنامه‌هایی که برای دستیابی به اهداف مورد نظر ضروری می‌باشند تعیین می‌شوند.

## منظرهای کارت امتیازی متوازن (وجوه)
خلق‌کنندگان کارت امتیازی متوازن چهار منظر یا وجه اساسی را مطرح نمودند. این چهار منظر، سازمان را از کسب موفقیت یا شکست، آگاه می‌کند. وظایف چهارگانه زیر با نگاه به چهار منظر ذکر شده، ارائه می‌گردد:
- کارت امتیازی مالی:

به‌منظورشناخت نیازمندی‌ها و عملکردمالی سازمان مورد استفاده قرار می‌گیرد. معیارهای مالی از مهم‌ترین اجزای نظام ارزیابی متوازن هستند. به ویژه در سازمان‌های‌انتفاعی این معیارها به ما می‌گویند که اجرای موفقیتآمیز اهدافی که در سه منظر قبلی تعیین گردیده‌اند، در نهایت، موجب چه‌نتایج و دستاوردهای‌مالی‌خواهدشد. تمام‌تلاشی‌که‌برای‌بهبودرضایتمندی‌مشتریان، ارتقای‌کیفیت و کاهش زمان‌تحویل محصولات وخدمات خود انجام می‌دهیم؛ اگر به نتایج مالی ملموس ختم نشوند، هیچ ارزشی نخواهند داشت.
- کارت امتیازی مشتری:

به‌منظور آگاهی از سطح رضایت مشتریان (از طریق سنجش‌های کمی و کیفی در مورد کالا یا خدمات ارائه شده) مورد استفاده قرار می‌گیرد.
- کارت امتیازی فرایندهای‌داخلی:

در جهت ارزیابی‌فرایندهای مورد نیاز در سازمان به‌کارگرفته می‌شود. در این منظر سازمان‌ها باید فرایندهایی را مشخص نمایندکه با برتری یافتن در آن‌ها، بتوانند به ارزش‌آفرینی برای مشتریان و نهایتاً سهامداران خود ادامه‌دهند. تحقق هریک از اهدافی که در منظر مشتری تعیین می‌شود، نیازمند انجام یکسری از فرایندهای عملیاتی به صورت کارا و اثربخش است. این فرایندها باید در منظر فرایندهای داخلی تعیین گشته و معیارهای مناسبی نیز برای کنترل پیشرفت آن‌ها توسعه داد.
- کارت امتیازی دانش، رشد و یادگیری:

این وجه بر نحوهٔ آموزش کارکنان، کسب دانش و چگونگی استفاده از آن، به‌منظور حضور و بقاء در بازار رقابتی موجود، تمرکز می‌کند. وقتی شما اهداف و معیارهای مربوط به منظر مشتری و فرایندهای داخلی را تعیین می‌نمایید، بلافاصله متوجه شکاف موجود بین مهارت‌ها و قابلیت‌های مورد نیاز کارکنان و سطح فعلی مهارت‌ها و قابلیت‌ها می‌شوید؛ بنابراین اهداف و معیارهای این منظر باید در جهت پر کردن این شکاف‌ها و فاصله‌ها تعیین شوند و در ادمه معیارهای مناسبی برای کنترل پیشرفت آن‌ها نیز تعیین شود.
به هر حال نورتون و کاپلان با معرفی سیستم ارزیابی عملکرد خود توجه مدیران را به این نکته جلب کردند که بهتر است عملکرد کارکنان را با یک روش کل نگرانه تر مورد بررسی قرار دهند. آن‌ها نظریه خود را با چهار منظر یا وجه معرفی کردند، که در حال حاضر به شش منظر یا وجه افزایش پیدا کرده‌است.